# 苏珊娜·拉佐维奇
苏珊娜·拉佐维奇（1992年1月28日—），黑山女子手球运动员。她曾代表黑山参加2012年和2016年夏季奥林匹克运动会手球比赛，其中2012年奥运会获得一枚银牌。